# Jules Eerdekens
Jean-Frédéric (Jules) Eerdekens (Namen, 19 november 1977) is een Belgisch politicus voor de PS en voormalig filmregisseur.

## Levensloop
Hij is de zoon van PS-politicus Claude Eerdekens, burgemeester van Andenne en voormalig minister in de Franse Gemeenschapsregering.
Eerdekens studeerde rechten aan de Université Catholique de Louvain en de Universiteit Luik en filmregie aan het INSAS in Brussel. Na zijn studies werkte hij een tiental jaar als filmregisseur. Hij maakte drie kortfilms die meerdere prijzen wonnen op internationale filmfestivals: Choix multiples, Les Amateurs en Bona Nox. Ook regisseerde hij de making-of van grote Belgische films, zoals Mr. Nobody van Jaco Van Dormael en Oscar et la Dame rose van Éric-Emmanuel Schmitt.
In 2014 liet Eerdekens de filmwereld achter zich en werd hij politiek adviseur op het kabinet van Waals minister van Werk Eliane Tillieux. Toen de PS in 2017 op Waals niveau in de oppositie belandde, keerde Tillieux terug naar het Waals Parlement. Vervolgens was Eerdekens tot in 2019 haar parlementaire medewerker. Van 2018 tot 2019 was Jules Eerdekens eveneens provincieraadslid van Namen, waar hij de PS-fractie voorzat.
Bij de federale verkiezingen van mei 2019 stond hij als eerste opvolger op de PS-Kamerlijst in de kieskring Namen. Na deze verkiezingen werd Eerdekens door zijn partij als gecoöpteerd senator naar de Senaat gestuurd, een functie die hij bekleedde tot in 2024. Bij de verkiezingen van juni 2024 was hij opnieuw eerste opvolger op de Kamerlijst in Namen.